# Marijenkampen
Marijenkampen est un village dans la commune néerlandaise de Steenwijkerland, dans la province d'Overijssel.